# Lygosoma vosmaeri
Lygosoma vosmaeri är en ödleart som beskrevs av  Gray 1839. Lygosoma vosmaeri ingår i släktet Lygosoma och familjen skinkar. Inga underarter finns listade i Catalogue of Life.